# 第3装甲軍
第3装甲軍（独3. Panzerarmee）は第二次世界大戦中のドイツ陸軍の装甲部隊である。

## 歴史
第3装甲軍の前身、第3装甲集団は1940年11月16日に編成され、1942年1月1日に第3装甲軍と改称された。
第3装甲集団は中央軍集団の一員としてバルバロッサ作戦に参加し、軍集団の北側を進撃し、プリピャチ大泥田の北を進むハインツ・グデーリアン上級大将の第2装甲集団と共に両翼を形成した。
6月26日に第2装甲集団に先駆けてミンスクを占領し、翌日に両装甲集団は連結してビヤリストック包囲網を形成。
7月9日には貧弱な道路網を突っ切ってヴィテブスクを奇襲占領し、オルシャ～モギレフ間でドニエプル渡河に成功した第2装甲集団と共に悪天候に苦労しながらスモレンスクへ進撃し、スモレンスク後方でまたも第2装甲集団と手を結び、スモレンスク攻略に成功、ヴィテブスク～オルシャの陸橋間のソ連軍の包囲に成功した。
その後、第2装甲集団が南方旋回によりキエフ後方へ向かっている間はスモレンスク付近に残留し、一部の部隊が北方軍集団との連結部になるヴェルキー・ルーキーの占領に協力した。
キエフ会戦が終了後に南西から第2装甲集団が戻ってくると、レニングラード方面から鉄道輸送されてきた北方軍集団に所属していたエーリッヒ・ヘープナー上級大将の第4装甲集団が両装甲集団の間に入り、3個装甲集団によるモスクワへの再進撃において最左翼を担当した。10月2日より開始された進撃において、司令官がラインハルト上級大将に交替した。ヴィヤジマの北方を迂回してブリヤンスク・ヴィヤジマ包囲戦の一翼を成し、さらにルジェフを抜きカリーニンを奪取し、地表状態の悪化にも苦しめられながらモスクワ北西に到達した。
モスクワ攻略戦においては、モスクワ進撃への実質的な主力となったヘープナーの第4装甲集団の北翼を担当したが、部隊の集結が完了しておらず、副次的な役割しか果たせなかった。
1942年1月には、第3装甲軍に昇格。先に装甲軍に昇格していた第2装甲軍同様に編成内に歩兵軍団を含み、自前の輜重組織を持つようになった。
1944年にソビエト赤軍の反撃が開始されると、第3装甲軍は包囲されつつあったため、包囲を突破するために激戦を交わした。第3装甲軍はリトアニア、クールラントを経由して撤退、1944年後半にはメーメル（現在のクライペダ）で戦った。
1945年2月、ヴァイクセル軍集団が編成されると、第3装甲軍はその所属となった。1945年3月10日、第3装甲軍がゼーロウ高地に布陣していたとき、ハッソ・フォン・マントイフェル装甲大将が司令官に任命され、オーデル川を防衛することとなったが、ソビエト赤軍の西ポメラニア、ベルリンへの進撃を防衛した。第3装甲軍はベルリンの戦いの間、ソビエト第2白ロシア方面軍（司令官コンスタンチン・ロコソフスキー）の直撃を受けた。4月25日、ソビエト第2白ロシア方面軍はシュテッティン橋頭堡南部で第3装甲軍の防衛線を突破、ランドウ湿地を横切った。
その後、マントイフェルはソビエト赤軍に降伏することを回避するために1945年5月3日、メクレンブルクへ撤退、連合国軍へ降伏することに成功した。

## 司令官
- 1940年10月2日 – 1941年10月4日：ヘルマン・ホト上級大将
- 1941年10月4日 – 1944年8月15日：ゲオルク＝ハンス・ラインハルト上級大将
- 1944年8月15日 – 1945年3月9日：エアハルト・ラウス上級大将
- 1945年3月9日 – 1945年5月8日：ハッソ・フォン・マントイフェル装甲大将

## 戦闘序列
第3装甲集団
- 1941年6月27日

第57軍団
第12装甲師団
第19装甲師団
第18歩兵師団
第39軍団
第7装甲師団
第20装甲師団
第20自動車化歩兵師団
第14自動車化歩兵師団
- 1941年10月

第39軍団
第7装甲師団
第20装甲師団
第20自動車化歩兵師団
第14自動車化歩兵師団
第57軍団
第12装甲師団
第19装甲師団
第18歩兵師団
第5軍団
第5歩兵師団
第35歩兵師団
第6軍団
第6歩兵師団
第26歩兵師団
第41軍団
第1装甲師団
第36歩兵師団
第56軍団
第6装甲師団
第7装甲師団
第3装甲軍
- 1942年1月2日

39軍団
第2装甲師団
第1装甲師団
第36自動車化歩兵師団
第56軍団
第14自動車化歩兵師団+第900教導旅団
第7装甲師団
- 1942年4月22日

第59軍団
第330歩兵師団
第328歩兵師団(1/3)
第205歩兵師団
第83歩兵師団(2/3)
第218歩兵師団(1/3)
軍直属
第83歩兵師団(1/3)
第218歩兵師団

## 文献
- Wendel, Marcus. Axis history 3. Panzer-Armee